# Peter Warlock
Peter Warlock fue el seudónimo de Philip Arnold Heseltine (30 de octubre , 1894 - 17 de diciembre de 1930), un compositor y crítico de música inglés. Usaba el seudónimo Peter Warlock como compositor y su nombre real como crítico, pero es más conocido por Peter Warlock.
Como estudiante del Colegio Eton, Heseltine se vio influenciado por el compositor británico Frederick Delius, del que llegó a ser amigo íntimo. Tras una fallida carrera académica en Oxford y Londres, Heseltine se inclinó por el periodismo musical, mientras desarrollaba un interés especial por las canciones populares isabelinas. Sus primeras obras propias datan de 1915 tras lo que tuvo un periodo de inactividad. En 1916 comenzó la influencia en su trabajo del compositor neerlandés Bernard van Dieren además de ganar ímpetu creativo tras un año en Irlanda estudiando la cultura celta. A su regreso a Inglaterra en 1918, Heseltine empezó a componer canciones en un estilo original y único mientras se labraba una reputación de crítico combativo y polémico. Entre 1920 y 1921 fue editor de la revista musical The Sackbut. Poco después empezó en esa década su periodo más prolífico como compositor mientras vivía en Gales y Eynsford (Kent).
Con sus críticas, publicadas bajo su nombre real, Heseltine tuvo una contribución pionera al estudio de la música. Además, fue autor de una biografía de Delius y participó en otras publicaciones musicales. Hacia el final de su vida se vio deprimido por la falta de inspiración que sufría. Murió en su piso en Londres por un envenenamiento con gas de alumbrado, probablemente en un acto suicida.